# Coryphophylax subcristatus
Espèce
Synonymes
- Tiaris subcristata Blyth, 1860
- Tiaris humei Stoliczka, 1873

Coryphophylax subcristatus est une espèce de sauriens de la famille des Agamidae.

## Répartition
Cette espèce est endémique des îles Andaman-et-Nicobar en Inde. 

## Publication originale
- Blyth,  1860 : Report of Curator, Zoological Department. Journal of the Asiatic Society of Bengal, vol. 29 no 1, p. 87-115 (texte intégral).